# Rudolf Bailovic
Rudolf Bailovic (* 1885 in Sarajevo) war ein österreichischer, später deutscher Kryptoanalytiker und Dolmetscher. Gegen Ende des Zweiten Weltkriegs leitete er als Oberregierungsrat innerhalb der Dienststelle des Generals der Nachrichtenaufklärung (GdNA) das Referat Balkan.

## Leben
Serbokroatischer Abstammung, diente er im Ersten Weltkrieg als Offizier und Kryptoanalytiker der Landstreitkräfte Österreich-Ungarns in der Hafenstadt Triest, zuletzt im Rang eines Obersten und Leiter einer Kryptanalyseabteilung.
Auch nach dem Krieg arbeitete er weiter als Kryptoanalytiker und Übersetzer. Kurz vor dem Zweiten Weltkrieg, unmittelbar nach dem „Anschluss“ Österreichs im Jahr 1938, verweigerte er die Übergabe der kryptologischen Schlüssel seiner Abteilung an die neuen Machthaber. Daraufhin wurde er in eine untergeordnete Position versetzt, etwas später allerdings auf Initiative der Generale Fellgiebel und Thiele nach Berlin geholt.
Dort arbeitete er einige Monate lang als Kryptoanalytiker zunächst für das „Forschungsamt“ (FA) des Reichsluftfahrtministeriums (RLM), bevor er zur Inspektion 7 Gruppe VI (In 7/VI) wechselte, der kryptanalytischen Gruppe des Oberkommandos des Heeres (OKH). Dort war er im Herbst 1941 mit der Amtsbezeichnung Regierungsrat (Reg.Rat.) Leiter des Referats 6 Balkan.
Danach wurde er zu OKW/Chi versetzt, der Chiffrierabteilung des Oberkommandos der Wehrmacht (OKW), aus der im Oktober 1944 die neue Dienststelle des GdNA hervorging.
Einem damals streng geheimen (Top Secret) Bericht der United States Army Security Agency (ASA) vom 1. Mai 1946 kann man entnehmen, dass er zwar unauffällig und zurückgezogen mit seiner Ehefrau gelebt habe, jedoch keinen Hehl aus seiner antinazistischen Einstellung gemacht habe und beispielsweise vermied, nationalsozialistische Auszeichnungen an seiner Uniform zu tragen.
Gegen Ende des Krieges waren seine Dienstpflichten eher administrativer als kryptanalytischer Art. Über sein Leben nach dem Krieg ist nichts bekannt.